# Biely Kostol
Biely Kostol (in ungherese Pozsonyfehéregyház) è un comune della Slovacchia facente parte del distretto di Trnava, nella regione omonima.